# ريكاردو جوستي
ريكاردو عمر جوستي (بالإسبانية: Ricardo Giusti)‏ (من مواليد 11 ديسمبر 1956 في أرويو سيكو): لاعب كرة قدم أرجنتيني سابق. وكان لاعب خط وسط صلب، ولعب معظم مسيرته في إنديبندينتي.
وكان ضمن تشكلية المنتخب الأرجنتيني الذي فاز بكأس العالم عام 1986.

## وصلات خارجية
- ريكاردو جوستي على موقع الاتحاد الدولي (مؤرشف)  (الإنجليزية)
- ريكاردو جوستي على موقع الاتحاد الأوربي (الإنجليزية)
- ريكاردو جوستي على موقع قاعدة بيانات كرة القدم.إي يو (الإنجليزية)
- ريكاردو جوستي على موقع بيانات كرة القدم. دي إي (الألمانية)
- ريكاردو جوستي على موقع ناشيونال فوتبول تيمز (الإنجليزية)
- ريكاردو جوستي على موقع Soccerway.com (الإنجليزية)
- World Cup Records at FIFA.com
- 10th in South America Player of the Year 1987